# Dans ton sommeil
Pour plus de détails, voir Fiche technique et Distribution.
Dans ton sommeil est un film français réalisé par Caroline du Potet et Eric du Potet, sorti en 2010.

## Fiche technique
- Réalisation : Caroline du Potet et Eric du Potet
- Scénario : Caroline du Potet et Eric du Potet
- Photographie : Pierre Cottereau
- Musique : Éric Neveux
- Montage : Yann Malcor
- Costumes : Frédéric Cambier
- Pays de production :  France
- Durée : 84 minutes
- Date de sortie :
  - France : 24 mars 2010

## Distribution
- Anne Parillaud : Sarah
- Arthur Dupont : Arthur
- Thierry Frémont : l'homme au break
- Jean-Hugues Anglade : le mari de Sarah